# Ramsdal
Ramsdal är en bebyggelse i Sankt Anna socken i Söderköpings kommun. SCB avgränsade här en småort mellan 1995 och 2015 och återigen från 2020 till  2023. Orten som i dag framförallt består av ett sommarstugeområde är beläget strax väster om Sandfjärden, en grund fjärd som utgår från Lindersfjärden. 
Ramsdals gård är huvudgård i området. Bland de äldre husen i området kan också nämnas Gransjö. Närmaste tätort är Gusum.